# Eckart Conrad Lutz
Eckart Conrad Lutz (* 1. Dezember 1951 in Freiburg im Breisgau) ist ein deutscher Germanist. Sein Fachgebiet ist die germanistische Mediävistik. 
Er studierte Germanistik und Geschichte. 1982 promovierte  an der Albert-Ludwigs-Universität Freiburg mit einer Arbeit über mittelhochdeutsche Prologgebete und die rhetorische Kultur des Mittelalters (Rhetorica divina, ISBN 3-11-009881-4). 1988 erfolgte die Habilitation mit einer Arbeit über Heinrich Wittenwiler (Spiritualis fornicatio). Von 1989 bis zu seiner Emeritierung im Jahr 2018 war er Professor an der Universität Freiburg in der Schweiz. Dort war er auch Mitglied des Mediävistischen Instituts. 
Er beschäftigt sich mit Erscheinungsformen höfischer Kultur im Mittelalter und Literaturgeschichte als Geschichte von Lebenszusammenhängen. Er publizierte unter anderem über den Minnesänger Brunwart von Augheim, das höfische Leben im spätmittelalterlichen Diessenhofen und das Diessenhofener Liederblatt, Gottfried von Straßburg und Wolfram von Eschenbach. Von 2008 bis 2012 war er Vorsitzender der Wolfram von Eschenbach-Gesellschaft. Er ist seit 2010 korrespondierendes Mitglied der Akademie der Wissenschaften zu Göttingen.
Er leitete ab 1998 ein Forschungsprojekt zum Thema Literatur und Wandmalerei. Seit 2005 leitet er ein Teilprojekt im Rahmen des Nationalen Forschungsschwerpunkts Medienwandel – Medienwechsel – Medienwissen unter dem Titel Texte und Bilder – Bildung und Gespräch.
Er ist verheiratet und hat einen Sohn.

## Veröffentlichungen (Auswahl)
- Spiritualis fornicatio. Heinrich Wittenwiler, seine Welt und sein „Ring“ (= Konstanzer Geschichts- und Rechtsquellen. Neue Folge der Konstanzer Stadtrechtsquellen, Band 32). Sigmaringen 1990, ISBN 3-7995-6832-8. Zugleich Habilitationsschrift 1988.
- Vulgäraugustinisches Denken? Überlegungen zu den geistlichen Spielen des Mittelalters. In: ZfdA. Band 121, 1992, S. 290–309.
- als Hrsg. mit Martina Backes und Stefan Matter: Lesevorgänge. Prozesse des Erkennens in mittelalterlichen Texten, Bildern und Handschriften (= Medienwandel, Medienwechsel, Medienwissen. Band 11). Chronos Verlag, Zürich 2010, ISBN 978-3-0340-0965-2.